# 취자링 문화

취자링 문화의 범위

취자링 문화(중국어 간체자: 屈家岭文化, 정체자: 屈家嶺文化, 병음: qūjiālǐng wénhuà Qujialing culture[*], 기원전 3000년경 - 기원전 2200년경)는 중국의 장강 중류, 현재의 중화인민공화국의 후베이성에서 후난성에 걸쳐 있는 신석기 시대의 문화이다.

## 개요
싼샤에서 후베이성, 후난성 주변에서 번창한 다시 문화를 계승 발전시켜 황하 중류의 산시성 남부나 허난성 서남부, 장강 하류의 장시성 북부로 확대되었다.
표식 유적인 취자링 유적은 후베이성 징먼 시 징산 현의 취자링에서 발견되었다. 취자링 유적은 1955년부터 1957년에 걸쳐 발굴 조사되었지만, 이후 후베이성 각지에서도 취자링과 공통점을 보이는 유적이 발견되어 그 중 많은 유적(예를 들면 지장시의 관묘산 유적)에서는 전후의 문화와의 관계도 판명되었다. 장강 중류의 다시 문화를 계승해, 그 후기는 칭룽촨 문화(青龍泉文化, 후베이 룽산 문화)로 연결되어 간 것을 알았다.
취자링 유적에서는 벼를 재배한 흔적이 발견되고 있다. 또 동물로는 닭이나 개, 돼지, 염소 등의 유류물이 발견되었다. 또 10여 곳 정도의 저장용의 굴에는 물고기를 비축했던 흔적이 있다. 황하 유역의 룽산 문화와는 출토된 도기에 공통점이 많고, 분묘의 부장품에서는 흑도, 특히 그릇의 두께가 매우 얇은 란각도(卵殻陶)가 많이 출토되었다. 도기의 형상은 다시 문화에서 발견되는 권족기(圏足器, 크고 높은 다리를 가진 그릇)를 많이 볼 수 있지만, 솥도 그것보다 많이 발견되었다. 또 건축재로는 구운 흙의 덩어리를 많이 사용하고 있어 이후 벽돌의 발달을 엿보게 한다.
취자링 문화의 독특한 유물로는 도기로 완성된 주발이나 채색한 방추차(紡錘車, spindle-whorls)가 있다. 채색 방추차는 방직의 발달을 나타내는 것이며, 스자허 문화에도 방추차가 전승되었다.

## 같이 보기
- 중국의 신석기 문화 목록
- 장강 문명
- 황하 문명
- 다시 문화
- 룽산 문화